# Narathura pardenas
Narathura pardenas är en fjärilsart som beskrevs av Corbet 1941. Narathura pardenas ingår i släktet Narathura och familjen juvelvingar. Inga underarter finns listade i Catalogue of Life.